# The Shadows
The Shadows – brytyjski zespół rockowy, popularny w latach 60. XX wieku. Utworzony do akompaniowania wokaliście Cliffowi Richardowi, następnie rozwijający własną karierę jako zespół instrumentalny.

## Historia
Wokalista Cliff Richard i perkusista Terry Smart poznali się przy tworzeniu zespołu skiflowego. Po odejściu z grupy uformowali zespół The Drifters, w którym grali muzykę rockandrollową. Do składu wkrótce dołączyli Ian Samwell i Norman Mitham. Na jednym z koncertów w lokalnym klubie młodzieżowym muzycy zostali dostrzeżeni przez Johny’ego Fostera, który zaproponował im współpracę menedżerską. Wkrótce zaczęli grać koncerty dla większej publiczności, a po nagraniu swojego pierwszego demo wzięli udział w przesłuchaniach w wytwórni EMI, które przeszli, dzięki czemu podpisali kontrakt płytowy z tą firmą.
W sierpniu 1958 wydali swój debiutancki singiel „Schoolboy Crush”. Niedługo później wyruszyli w trasę koncertową z duetem Kalin Twins i wystąpili w programie Oh Boy!, w którym wykonali utwór „Move It” ze strony B ich debiutanckiego singla. Piosenka niedługo później zyskała popularność w kraju i dotarła do pierwszego miejsca na brytyjskiej liście przebojów UK Singles Chart. W międzyczasie do składu zespołu dołączyli gitarzyści: Hank Marvin i Bruce Welsh, którzy wcześniej byli wokalistami w grupie The Chesternuts. Pod koniec lat 50. nagrali z Richardem ścieżki dźwiękowe do filmów: Poważne oskarżenie (Serious Charge, 1959) i Expresso Bongo (1959).
Ze względu na funkcjonowanie amerykańskiego zespołu o tej samej nazwie muzycy zaczęli występować jako Cliff Richard & The Shadows. W 1960, już pod nową nazwą, wydali instrumentalny singiel „Apache”, z którym dotarli do pierwszego miejsca na liście UK Singles Chart. W tym samym roku uczestniczyli w objazdowej trasie koncertowej po Stanach Zjednoczonych wraz z wykonawcami, takimi jak Frankie Avalon czy Clyde McPhatter. Wystąpili też z Richardem w filmie Chcemy się bawić (The Young Ones, 1961).
W 1975, reprezentując Wielką Brytanię z utworem „Let Me Be the One”, zajęli drugie miejsce w finale 20. Konkursu Piosenki Eurowizji w Sztokholmie.

## Skład
- Hank Marvin – gitara prowadząca (1958–1970, 1973–1990, od 2004)
- Bruce Welch – gitara rytmiczna (1958–1968, 1973–1990, od 2004)
- Brian Bennett – perkusja (1961–1968, 1973–1990, od 2004)
- Mark Griffiths – gitara basowa (1989–1990, od 2004)
- Warren Bennett – instrumenty klawiszowe, harmonijka ustna, gitara (od 2004)

- Jet Harris (zmarły) – gitara basowa (1959–1962)
- Tony Meehan (zmarły) – perkusja (1959–1961)
- Brian Locking(inne języki) (zmarły[13]) – gitara basowa (1962–1963)
- John Rostill(inne języki) (zmarły[14]) – gitara basowa (1963–1970)
- Alan Hawkshaw – instrumenty klawiszowe (1969–1970)
- John Farrar – gitara (1973–1977)
- Alan Tarney – gitara basowa (1973-1977)
- Cliff Hall – instrumenty klawiszowe (1977–1990, 2004–2005)
- Alan Jones – gitara basowa (1977–1989)

## Dyskografia

### Albumy
- The Shadows (1961)
- Out of the Shadows (1962)
- The Shadows’ Greatest Hits (1963)
- Dance with the Shadows (1964)
- The Sound of the Shadows (1965)
- More Hits! (1965)
- Shadow Music (1966)
- Jigsaw (1967)
- From Hank Bruce Brian and John (1967)
- Established 1958 (7 nagrań z Cliffem Richardem) (1968)
- Shades of Rock (1970)
- Rockin’ with Curly Leads (1973)
- Specs Appeal (1975)
- Live at the Paris Olympia (1975)
- 20 Golden Greats (1977)
- Tasty (1977)
- String of Hits (1979)
- Another String of Hot Hits (1980)
- Change of Address (1980)
- Hits Right Up Your Street (1981)
- Life in the Jungle (1982)
- Live at Abbey Road (1982)
- XXV (1983)
- Guardian Angel (1984)
- Moonlight Shadows (1986)
- Simply Shadows (1987)
- Steppin’ to the Shadows (1989)
- At Their Very Best (1989)
- Reflection (1990)
- Shadows in the Night – 16 Classic Tracks (1993)
- The Best of Hank Marvin and The Shadows (1994)
- The Very Best of The Shadows – The First 40 Years (1997)
- 50 Golden Greats (1998)
- Life Story (2004)
- The Final Tour (2004)
- Platinum (2005)
- Reunited (50th Anniversary Album) (2009)

### Single
- Feelin’ Fine / Don’t be a Fool with Love (jako The Drifters) (1959)
- Driftin’ / Jet Black (jako The Drifters) (1959)
- Saturday Dance / Lonesome Fella (1959)
- Apache / Quatermasster’s stores (1960)
- Man of Mystery / The Stranger (1960)
- F.B.I. / Midnight (1961)
- The Frightened City / Back Home (1961)
- Kon Tiki / 36-24-36 (1961)
- The Savage / Peace Pipe (1961)
- Wonderful Land / Stars Fell on Stockton (1962)
- Guitar Tango / What a Lovely Tune  (1962)
- Dance On / All Day (1962)
- Foot Tapper / The Breeze And I  (1963)
- Atlantis / I Want You to Want Me (1963)
- Shindig / It’s Been a Blue Day (1963)
- Geronimo / Shazam (1963)
- Theme for Young Lovers / This Hammer (1964)
- The Rise and Fall of Flingel Bunt / It’s a Man’s Man’s World (1964)
- Rhythm and Greens / The Miracle (1964)
- Genie with the Light Brown Lamp / Little Princess  (1964)
- Mary Anne / Chu-Chi  (1965)
- Stingray / Alice in Sunderland  (1965)
- Don't Make My Baby Blue / My Grandfathers clock  (1965)
- The War Lord/I Wish I Could Shimmy Like My Sister Arthur (1965)
- I Met a Girl / Late Night Set (1966)
- A Place in the Sun / Will You Be There? (1966)
- The Dreams I Dream / Scotch on the Socks (1966)
- Maroc 7 / Bombay Duck (1967)
- Tomorrows Cancelled / Somewhere (1967)
- London's Not Too Far (Hank Marvin) / Running Out of World (1968)
- Dear Old Mrs. Bell / Trying to Forget the One You Love (1968)
- Slaughter on 10th Avenue / Midnight Cowboy (Hank Marvin) (1969)
- Apache / Wonderful Land / FBI (1972)
- Turn Around and Touch Me / Jungle Jam (1973)
- Let Me Be the One / Stand Up Like a Man (1975)
- Run Billy Run / Honourable Puff Puff (1975)
- It’ll Be Me Babe / Like Strangers (1976)
- Apache / Wonderful Land / FBI (1977)
- Another Night / Cricket Bat Boogie (1977)
- Love Deluxe / Sweet Saturday Night (1978)
- Don’t Cry for Me Argentina / Montezumas revenge (1978)
- Theme from the Deer Hunter / Bermuda Triangle (1979)
- Rodrigos Guitar Concerto / Song for Duke (1979)
- Riders in the Sky / Rusk (1980)
- Heart of Glass / Return to the Alamo (1980)
- Equinoxe Part V / Fender Bender (1980)
- Mozart Forte / Midnight Creepin (1981)
- The Third Man / The Fourth Man (1981)

Zestawienie nie zawiera nagrań dokonanych w charakterze grupy akompaniującej Cliffowi Richardowi oraz nagrań solowych członków zespołu i dokonanych pod nazwą Marvin, Welch & Farrar.